# Wellston (Missouri)
Wellston é uma cidade localizada no estado americano do Missouri, no Condado de St. Louis.

## Demografia
Segundo o censo americano de 2000, a sua população era de 2460 habitantes.
Em 2006, foi estimada uma população de 2347, um decréscimo de 113 (-4.6%).

## Geografia
De acordo com o United States Census Bureau tem uma área de 2,3 km², dos quais 2,3 km² cobertos por terra e 0,0 km² cobertos por água.

## Localidades na vizinhança
O diagrama seguinte representa as localidades num raio de 4 km ao redor de Wellston.